# 142755 Castander
142755 Castander è un asteroide della fascia principale. Scoperto nel 2002, presenta un'orbita caratterizzata da un semiasse maggiore pari a 2,2779079 UA e da un'eccentricità di 0,1364008, inclinata di 5,53998° rispetto all'eclittica.